# Ambla
Ambla (est. Ambla jõgi) – rzeka w gminie Albu w centralnej części Estonii. Rzeka wypływa z niewielkiego jeziora Roosna (est. Roosna järv) około 4 km od miejscowości Ambla. Uchodzi do rzeki Jägala. Ma długość 31 km i powierzchnię dorzecza 242 km². W miejscowości Albu nad jej nurtem w 1879 roku zbudowano kamienny most, który od 22 maja 1998 roku został wpisany na listę zabytków Estonii (est. Kultuurimälestiste Riiklik Register).

## Zabytki
- kościół protestancki
- kamienny most